# Арагуари
Арагуари (порт. Araguari) — муниципалитет в Бразилии, входит в штат Минас-Жерайс. Составная часть мезорегиона Триангулу-Минейру-и-Алту-Паранаиба. Входит в экономико-статистический микрорегион Уберландия. Население составляет 106 403 человека на 2007 год. Занимает площадь 2731,632 км². Плотность населения — 40,2 чел./км².

## История
Город основан в 1888 году.

## Статистика
- Валовой внутренний продукт на 2003 год составляет 667 609 385,00 реалов (данные: Бразильский институт географии и статистики).
- Валовой внутренний продукт на душу населения на 2003 год составляет 6283,26 реалов (данные: Бразильский институт географии и статистики).
- Индекс развития человеческого потенциала на 2000 год составляет 0,815 (данные: Программа развития ООН).

## География
Климат местности: горный тропический.